# Snowy Mountains Highway
Der Snowy Mountains Highway ist eine Fernstraße im Südosten des australischen Bundesstaates New South Wales. Er verbindet den Hume Highway zwischen Tarcutta und Tumalong mit Tathra an der Küste von New South Wales. Dabei überquert er die Snowy Mountains im Kosciuszko-Nationalpark und die Great Dividing Range östlich von Cooma, der größten Stadt an dieser Straße.

## Verlauf
Etwa 9 km östlich des Abzweigs des Sturt Highway (N20) nach Westen zweigt der Snowy Mountains Highway vom Hume Highway (N31) nach Südosten ab. Erste größere Ansiedlung an der Straße ist Tumut, nach dessen Durchquerung der Highway den gleichnamigen Fluss überquert und in die Snowy Mountains aufsteigt. Vorbei an den Stauseen des Tumut River, wie Blowering-Stausee, Talbingo-Talsperre und Tumut Pond durchquert der Snowy Mountains Highway den Kosciuszko-Nationalpark. Am Lake Eucumbene – südlich der Straße gelegen – verlässt diese wieder den Nationalpark und nimmt Kurs auf Cooma, wo sie den Monaro Highway (R23) erreicht.
Zusammen mit dem Monaro Highway verlässt der Snowy Mountains Highway Cooma Richtung Südosten und überquert die Kammlinie der Great Dividing Range. Ca. 10 km südlich von Nimmitabel trennen sich beide Fernstraßen wieder. Während der Monaro Highway nach Süden Richtung Bombala weiterführt, zieht der Snowy Mountains Highway nach Osten am Brown Mountain im South-East-Forest-Nationalpark vorbei. Ca. 7 km nördlich von Bega trifft er auf den Princes Highway (R1) und begleitet diesen nach Süden bis nach Bega. Dort führt der Princes Highway nach Süden weiter, während der Snowy Mountains Highway die letzten 17 km bis zur an der Küste gelegenen Kleinstadt Tathra als Tathra Road überwindet.

## Straßenzustand
Im Winter unterliegt der Highway heftigem Schneefall auf dem Weg zu den Selwyn Snowfields und den dortigen Skiresorts.